# دیرک شراده
دیرک شراده (آلمانی: Dirk Schrade؛ زادهٔ ۲۹ ژوئن ۱۹۷۸) سوارکار اهل آلمان بود.
وی همچنین برندهٔ جوایزی همچون برگ بوی نقره‌ای شده‌است.